# Augustine Francis Wildermuth
Augustine Francis Wildermuth SJ (* 20. Februar 1904 in St. Louis, Missouri, USA; † 12. Juni 1993) war Bischof von Patna.

## Leben
Augustine Francis Wildermuth trat der Ordensgemeinschaft der Jesuiten bei und empfing am 25. Juli 1935 das Sakrament der Priesterweihe.
Am 12. Juni 1947 ernannte ihn Papst Pius XII. zum Bischof von Patna. Der Erzbischof von Chicago, Samuel Kardinal Stritch, spendete ihm am 28. Oktober desselben Jahres die Bischofsweihe; Mitkonsekratoren waren der Bischof von Cleveland, Edward Francis Hoban, und der Koadjutorbischof von Wheeling, Thomas John McDonnell.
Am 6. März 1980 nahm Papst Johannes Paul II. das von Augustine Francis Wildermuth aus Altersgründen vorgebrachte Rücktrittsgesuch an.